# Charlemagne (парусник)

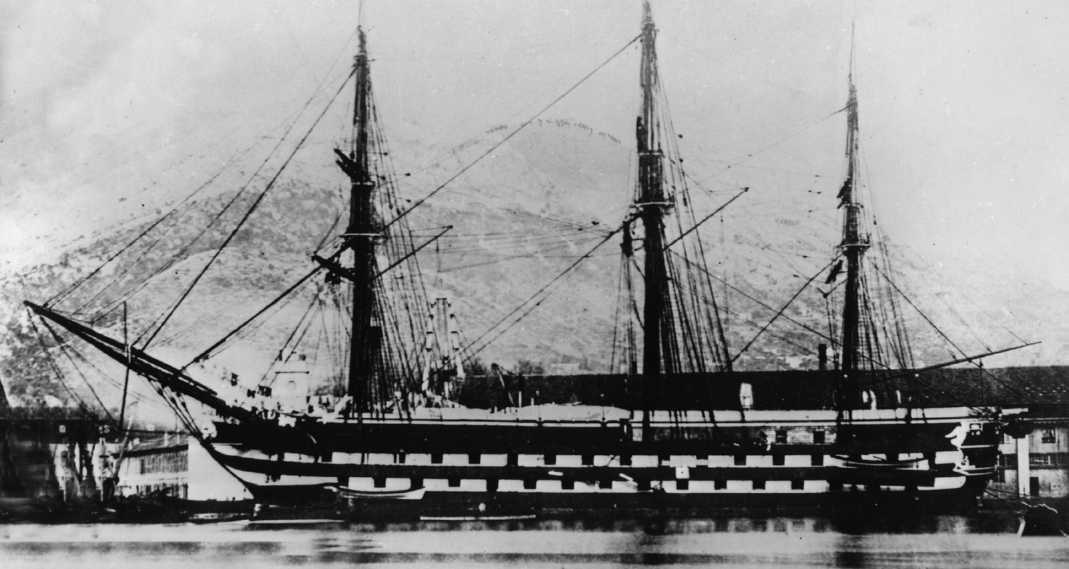

Charlemagne, Шарлемань (досл.  «Карл Великий») — 80-пушечный французский парусный линейный корабль эпохи первой Крымской войны. Поставлен на вооружение в 1852 году. Действовал в Средиземном море. В нарушение конвенции о проливах был послан императором Наполеоном III в Чёрное море, что привело к эскалации напряженности между Францией и Россией и в дальнейшем — к Крымской войне (1853—1856).